# Partido Optimista para el Desarrollo de Mozambique
El Partido Optimista para el Desarrollo de Mozambique (en portugués: Partido Otimista pelo Desenvolvimento de Moçambique) abreviado como PODEMOS es un partido político mozambiqueño de ideología socialista democrática fundado el 7 de mayo de 2019 por un sector del gobernante Frente de Liberación de Mozambique (FRELIMO) disidente de la conducción encabezada por el presidente Filipe Nyussi.
PODEMOS tiene su origen en el desestimación de la justicia electoral a la candidatura independiente de Samora Machel Jr., hijo de Samora Machel, primer presidente de Mozambique, a la alcaldía de Maputo en las elecciones municipales de 2018. Gran parte de los miembros de la Asociación Juvenil para el Desarrollo de Mozambique (AJUDEM), grupo político interno del FRELIMO que respaldaba a Machel, participaron en la fundación de PODEMOS en mayo del año siguiente. A pesar de esto, tanto Machel como el partido han negado cualquier relación mutua. El partido obtuvo finalmente registro legal una semana después del anuncio de su fundación, el 14 de mayo.
Durante la segunda mitad del mes de mayo y la primera de junio, el partido comenzó a recolectar firmas para poder presentar candidaturas en las elecciones presidenciales y parlamentarias de 2019. Menos de un mes después de su fundación, el 11 de junio de 2019, PODEMOS anunció a Hélder Mendonça, un músico poco conocido, como su candidato presidencial.